# Joseph von Auffenberg
Joseph von Auffenberg, född den 25 augusti 1798 i Freiburg im Breisgau, död där den 25 december 1857, var en tysk dramatisk författare.
von Auffenberg var ordförande i styrelsen för hovteatern i Karlsruhe och från 1839 hovmarskalk. Han skrev som Schillerepigon retoriska dramer, som dock saknade förutsättningen för scenisk framgång. Bland hans dramer märks Pizarro (1823) och Alhambra (1829–1830). von Auffensbergs samlade arbeten utgavs i 22 band (tredje utgåvan trycktes 1855).